# Bréhand
Bréhand (bretonisch: Brehant-Monkontour) ist eine französische Gemeinde mit 1.695 Einwohnern (Stand: 1. Januar 2022) im Département Côtes-d’Armor in der Region Bretagne. Die Bewohner werden Bréhandais und Bréhandaises genannt.

## Geographie
Umgeben wird Lanvollon von den Gemeinde Landéhen im Norden, Moncontour im Süden und Quessoy im Westen.

## Bevölkerungsentwicklung

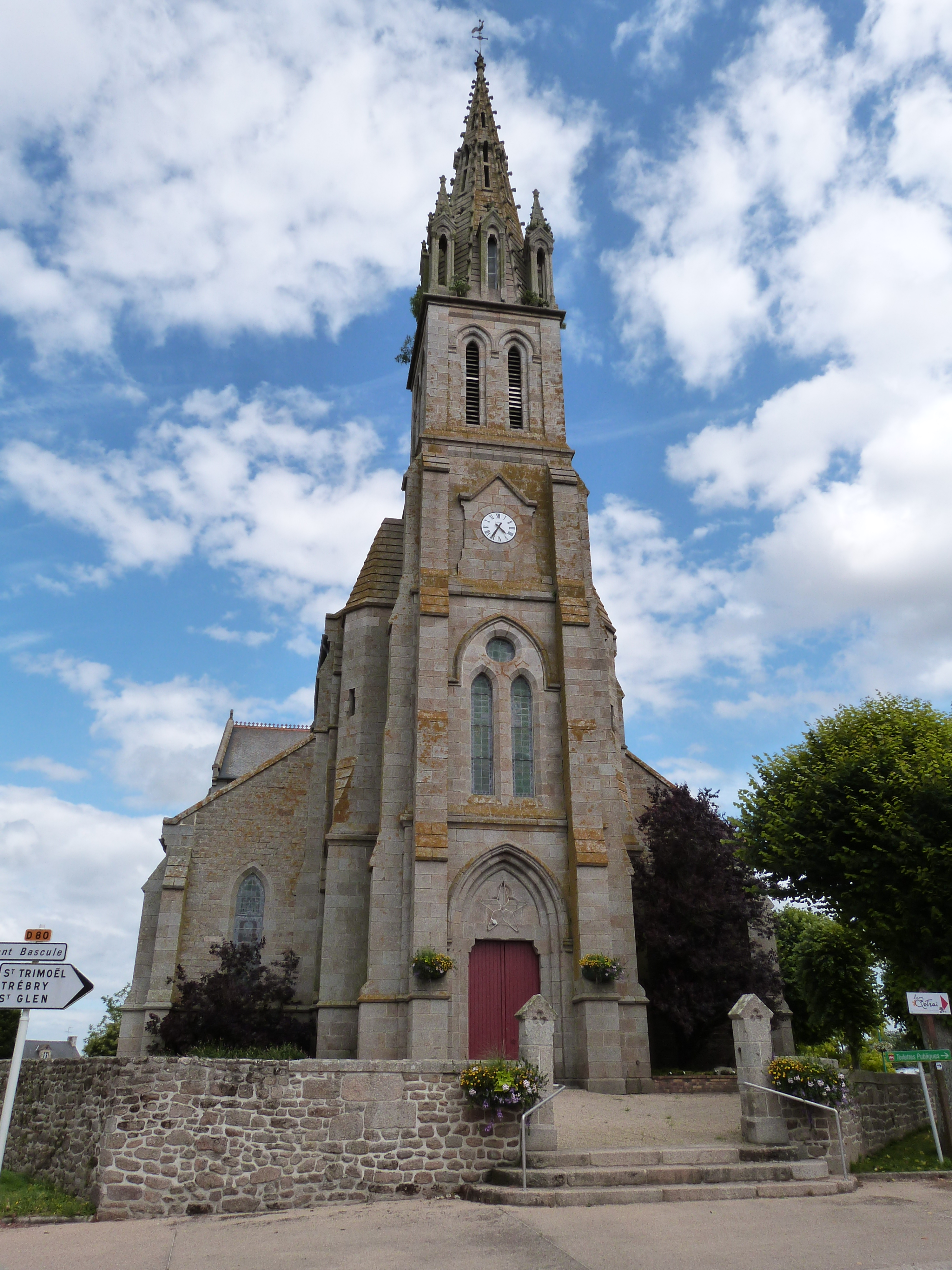
Kirche Notre-Dame

| 1962 | 1968 | 1975 | 1982 | 1990 | 1999 | 2008 | 2016 |
| 1290 | 1307 | 1247 | 1369 | 1287 | 1271 | 1421 | 1624 |

## Sehenswürdigkeiten
- Kirche Notre-Dame, im 19. Jahrhundert im neugotischen Stil erbaut
- Kapelle Saint-Malo, 16. und 20. Jahrhundert
- Schloss Launay, 14. und 19. Jahrhundert
- Herrenhaus Quimby, 16. und 18. Jahrhundert
- Herrenhaus Boishardy, 16. Jahrhundert

## Persönlichkeiten
- Pierre-Henry Basset (* 2004), Radrennfahrer